# Josef II. Müller
Josef Müller OSB (* 29. Juli 1885 in Neuhausen, Niederbayern; † 19. Jänner 1954 in Aschbach-Markt, Niederösterreich), katholischer Geistlicher und Abt der Benediktinerabtei Michaelbeuern.

## Lebens
Der gebürtige Bayer Josef Müller trat in die Flachgauer Benediktinerabtei Michaelbeuern ein, wurde im Alter von 30 Jahren 1915 zum Priester, bereits vier Jahre darauf am 10. Dezember 1919 zum Abt von Michaelbeuern gewählt um am folgenden Tag benediziert. In seiner kurzen Amtszeit modernisierte er das Kloster durch Elektrifizierung und den Anschluss an das Telefonnetz. Die schwierige wirtschaftliche Lage nach dem Ersten Weltkrieg ging aber auch an der Abtei nicht spurlos vorüber. Abt Müller war gezwungen, kostbare Exemplare der alten Bibliothek zu veräußern. Zugleich gewann er Augustin Jungwirth aus der Nachbarabtei St. Peter in Salzburg für eine Neuorganisation und Katalogisierung der Bibliothek. Nach etwas mehr als vier Jahren Amtszeit resignierte Josef Müller auf die Abtei und wurde Seelsorger in inkorporierten Pfarren der niederösterreichischen Abtei Seitenstetten unter dem berühmten Reformabt und Abtpräses Theodor Springer.
Besondere Verdienste erwarb er sich um die Pfarre Aschbach bei Amstetten, die er in den schwierigen Jahren 1936 bis zu seinem Tod 1954 leitete. Der beliebte Seelsorger genoss in der Bevölkerung so hohes Ansehen, dass selbst die lokalen Nationalsozialisten dem Konflikt mit ihm aus dem Weg gingen. Der vom Regime verfolgte Seitenstettener Benediktiner Udiskalk Beinl konnte unter Müller in Aschbach unbehelligt als Seelsorger wirken. Nach dem Krieg war Müller Vertreter einer religiösen und kirchlichen Erneuerung. Herausragendes Beispiel dafür war das Aschbacher Passionsspiel, das zwischen 1951 und 1954 insgesamt 65 Mal aufgeführt wurde.
Josef Müller starb im Jänner 1954 im 69. Lebensjahr.